# حشمت‌الله فلاحت‌پیشه
حشمت‌الله فلاحت‌پیشه (زاده ۱۴ اردیبهشت ۱۳۵۰، شهرستان اسلام آباد غرب) سیاستمدار ، روزنامه‌نگار ، استاد دانشگاه علامه طباطبایی و نماینده دوره‌های هفتم، هشتم و دهم مجلس و از سال ۹۷ تا ۹۸ رئیس کمیسیون امنیت ملی و سیاست خارجی مجلس شورای اسلامی در دوره دهم بوده است. وی به عنوان تحلیلگر ارشد سیاست خارجی معتقد است که چین و روسیه از ایران به عنوان یک برگ در اختلافات خود با آمریکا استفاده می کنند. 

## زندگی‌نامه
فلاحت‌پیشه در یک خانوادهٔ کارگر - کشاورز متولد شد. در آزمون سراسری سال ۱۳۶۸ با رتبه ۷۲ در رشتهٔ علوم سیاسی دانشگاه تهران پذیرفته و مشغول به تحصیل شد. وی در آزمون کارشناسی ارشد سال ۷۲ با رتبه ممتاز ۱ در دانشگاه تهران پذیرفته شد و به سبب این رتبه از انجام خدمت سربازی معاف شد. فلاحت‌پیشه در ادامه در مقطع دکترای علوم سیاسی با رتبه ممتاز در دانشگاه تربیت مدرس قبول شد. در طول دوره تحصیل در روزنامه‌های سراسری به نقد و تحلیل مسائل سیاسی می‌پرداخت. وی همچنین به دو زبان عربی و انگلیسی تسلط دارد.

## ترور
در تیر ۱۳۹۵ و در یکی از جلسات شورای اداری شهرستان دالاهو، فلاحت‌پیشه و تعدادی از مسئولان محلی و استانی، عازم ریجاب شدند تا به مشکلات مردم منطقه رسیدگی کنند که در مسیر به کمین افراد گروهک پژاک برخوردند و خودروی حامل آن‌ها را به رگبار بستند. در این حادثه، فرماندار شهرستان دالاهو و مدیر شیلات کرمانشاه به‌شدت زخمی و رئیس دامپزشکی منطقه و رانندهٔ فرماندار هم کشته شدند ولی خود فلاحت پیشه آسیبی ندید و ساعاتی بعد از حادثه طی مصاحبه‌ای با شبکهٔ خبر صدا و سیمای ایران، جزئیات حادثه را بازگو و از جان «باختن دو جوان بی‌گناه که فقط برای رسیدگی به مشکلات مردم همراه آنان بودند» ابراز تأسف کرد.

## موضوع بدهی سوریه به ایران
همه اظهارات فلاحت پیشه در مورد بدهی سوریه به ایران و حضور نظامی ایران در این کشور با واکنش تند نمایندگان اصولگرای مجلس و رسانه های وابسته آنها مواجه شده است. از اظهارات پرحاشیه وی در طول نمایندگی مجلس که خشم اصولگرایان را برانگیخت سفر او در اواخر دی ماه سال ۱۳۹۷ به سوریه بود که در دیدار با نخست‌وزیر، رئیس‌جمهور و رئیس کمیسیون امنیت ملی مجلس سوریه به عنوان رئیس هیئت اعزامی و رئیس کمیسیون امنیت ملی مجلس ایران، گفت: « کمک‌های ایران به سوریه حق الناس است و باید در مناسبات دو کشور تسویه شود.» دولت بشار اسد که وعده داده بود این بدهی را در پنج قرارداد از جمله استفاده از گاوداری، پنج هزار هکتار زمین، معادن فسفات، چاه نفت و طرح مخابراتی پرداخت کند، هنگام بازدید رئیس کمیسیون امنیت ملی ایران و هیئت همراه متوجه شدند که گاوداری یک مخروبه، پنج هزار هکتار زمین فاقد آب مورد نیاز برای کشاورزی، طرح مخابراتی و چاه نفت غیر واقعی و بهره برداری از معادن فسفات و ارسال آن در فرودگاه طرطوس با کارشکنی روس ها متوقف شده است. در نهایت با پیگیری حشمت‌الله فلاحت‌پیشه بدهی سوریه به ایران از سوی مجلس ملی وقت سوریه به قانون تبدیل شد. روزنامه کیهان با یادداشت تند حسین شریعتمداری، اظهارات فلاحت‌پیشه را به «کم‌دانی» و نگاه «عوامانه» او نسبت داد.  مشرق‌نیوز، خبرگزاری فعال نزدیک به سازمان اطلاعات سپاه پاسداران، اظهارات وی در مورد مبلغ بدهی سوریه به ایران را خلاف واقع و کذب دانست. معاونت دیپلماسی اقتصادی وزارت امور خارجه در گزارشی مدعی شد که جمهوری اسلامی چنین کمک هایی را برای حفظ ثبات و امنیت خود پرداخت می کند. 
در صحت مطالب فلاحت پیشه، آخرین نخست وزیر دولت بشار اسد فاش کرد ایران طلب 30 میلیارد دلاری از سوریه دارد. فلاحت‌پیشه بعد از سقوط دولت بشار اسد نیز طلب ۳۰ میلیارد دلاری از سوریه را حق ملت ایران دانست.

### واکنش به اظهارات روزنامه کیهان
حشمت‌الله فلاحت‌پیشه به عنوان رییس کمیسیون امنیت ملی مجلس دهم در واکنش به پیشنهاد کیهان برای بستن تنگه هرمز گفت: به دنبال شکست دیپلماسی هستند‏ / بولتن‌نویس‌های حجتیه، رسالتی غیر از جنگ و عقب‌ماندگی برای ایران ندارند. وی در زمان سقوط دولت بشار اسد در اظهار نظر دیگری گفت که جنگ سوریه جنگ مردم ایران نیست. همچنین در شبکه اجتماعی ایکس نوشت: «ایرانیان خوشحال باشند. دیگر کسی حق ندارد دلار‌های ملت را برای حفظ تار‌های عنکبوت هزینه کند.» روزنامه کیهان در واکنش به او نوشت که ادبیات «جنگ سوریه، جنگ مردم ایران نیست»، دقیقاً ادبیات ترویجی موساد و سیا، ام‌آی‌سیکس از طریق پادو‌های سیاسی و رسانه‌ای آنها است.  امیر حسین ثابتی نماینده مجلس و از نزدیکان سعید جلیلی در واکنش تندی، اظهار نظر فلاحت پیشه درباره سقوط دولت بشار اسد را همراهی با مواضع اسرائیل دانست. 

### ممنوعیت موضع‌گیری‌های آشوب زا و یهود ستیزی
وی معتقد است باید در کشور نسبت به یکسری موضع‌گیری‌های آشوب زا مثل یهود ستیزی جرم انگاری صورت گیرد. دلیل آن را این می‌داند که موضع کشور مخالفت با صهیونیسم است نه مخالفت با یهودی و چنین افرادی کشور را دچار آسیب‌هایی می‌کنند.